# Auriate
Auriate fou un comtat del Regne d'Itàlia a l'est dels Alps entre Cuneo i Saluzzo. Es va fundar al final del segle ix. El seu nom s'ha conservat en la comuna de Valloriate.
El primer comte conegut fou Rodolf, que va morir el 902 deixant el comtat a un franc de nom Roger que havia estat el seu lloctinent. A Roger el va succeir el seu Arduí Glaber que entre 940 i 945 va aconseguir expulsar els sarrïns de la vall de Susa i annexionar la regió al seu comtat d'Auriate. Arduí fou un partidari de Berenguer o Berengari d'Ivrea en la lluita d'aquest per la corona de ferro dels llombards el 950. El 951 Berengari va reorganitzar la Llombardia occidental creant tres noves marques per defensar millor la costa dels atacs sarraïns: la marca de Gènova, la marca de Montferrat, i la marca de Torí. Arduí fou el primer marquès de Torí. El comtat d'Auriate va desaparèixer com entitat separada però va romandre el centre de les propietat de la família dels Arduins durant almenys tres generacions, quan Berta es va casar amb Otó del Vasto, del clan dels Alerams (Aleramici); aquestes propietats van formar el nucli del que després fou el marquesat de Saluzzo.
El nom del comtat, Auriate, s'ha conservat en el topònim de la comuna de Valloriate.